# Одерцо
Одерцо (італ. Oderzo, вен. Oderso) — муніципалітет в Італії, у регіоні Венето, провінція Тревізо.
Одерцо розташоване на відстані близько 440 км на північ від Рима, 45 км на північ від Венеції, 23 км на північний схід від Тревізо.
Населення — 20 413 осіб (2014).

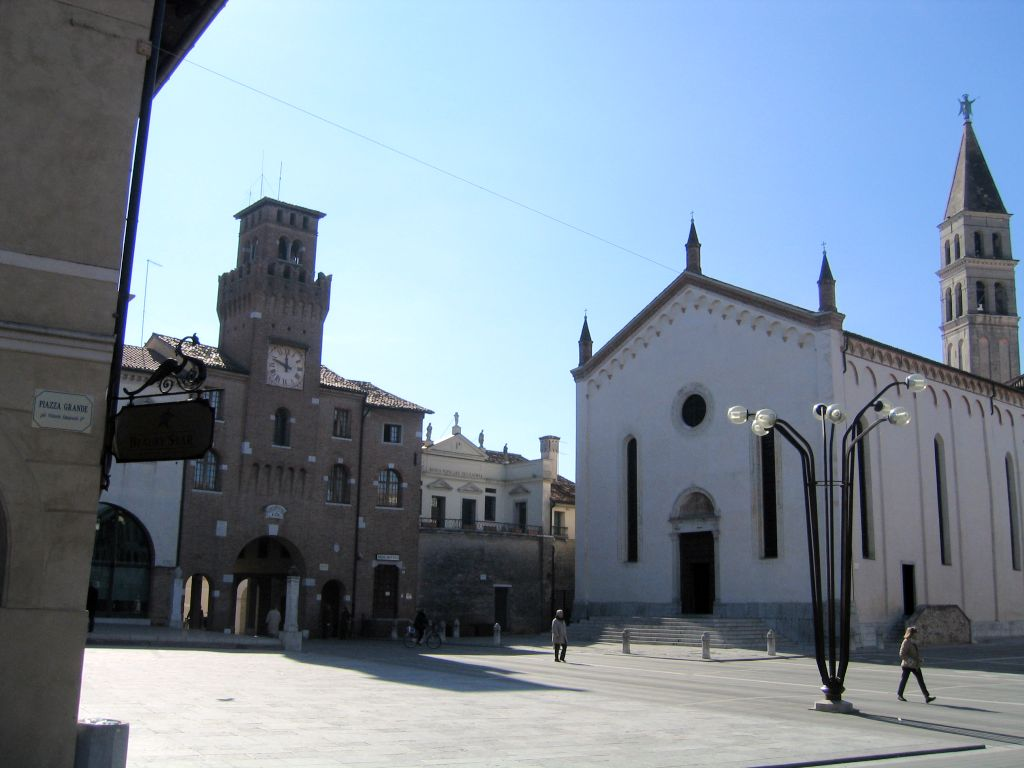

Щорічний фестиваль відбувається 16 січня, 22 липня. Покровитель — San Tiziano.

## Демографія
Населення за роками:

Станом на 1 січня 2023 року в муніципалітеті офіційно проживало 2380 іноземців з 73 країн, серед них 1005 громадян країн Євросоюзу та 98 громадян України.

## Уродженці
- Вальтер Брессан (* 1981) — італійський футболіст.
- Джанфранко Дзігоні (*1944) — італійський футболіст, нападник, згодом — футбольний тренер.

## Сусідні муніципалітети
- К'ярано
- Фонтанелле
- Горго-аль-Монтікано
- Мансуе
- Ормелле
- Понте-ді-П'яве